# Ustynivka (huyện)
Huyện Ustynivka (tiếng Ukraina: Устинівський район, chuyển tự: Ustynivkas’kyi raion) là một huyện của tỉnh Kirovohrad thuộc Ukraina. Huyện Ustynivka có diện tích 942 km², dân số theo điều tra dân số ngày 5 tháng 12 năm 2001 là 16795 người với mật độ 18 người/km2. Trung tâm huyện nằm ở Ustynivka.